# Xing
Xing je spletno družabno omrežje, ki omogoča svetovno mreženje podjetij. 
Uporabljajo ga ljudje iz več kot 200 držav. Xing nudi osebni profil, skupine, forume, usklajevanje dogodkov in druge značilnosti spletnih družabnih omrežij. Osnovno članstvo je brezplačno. Večina funkcij, kot so iskanje prijateljev s posebnimi kvalifikacijami, ali komuniciranje s članom, s katerim še nismo povezani, je dostopna samo plačniškim računom. Platforma uporablja protokol HTTP. Xing ima poseben predstavniški program za različne skupnosti. Predstavniki organizirajo dogodke, ki spodbujajo uporabo dužabnega omrežja kot poslovnega orodja.